# Pont de Neuville-sur-Ain
Le pont de Neuville-sur-Ain est un pont routier qui traverse la rivière d'Ain à Neuville-sur-Ain, dans le département de l'Ain. Il fut construit à partir de 1770 et achevé en 1774. C'est un pont en arc à deux arches.